# Sansevieria gracilis
Sansevieria gracilis là một loài thực vật có hoa trong họ Măng tây. Loài này được N.E.Br. miêu tả khoa học đầu tiên năm 1911.

## Hình ảnh

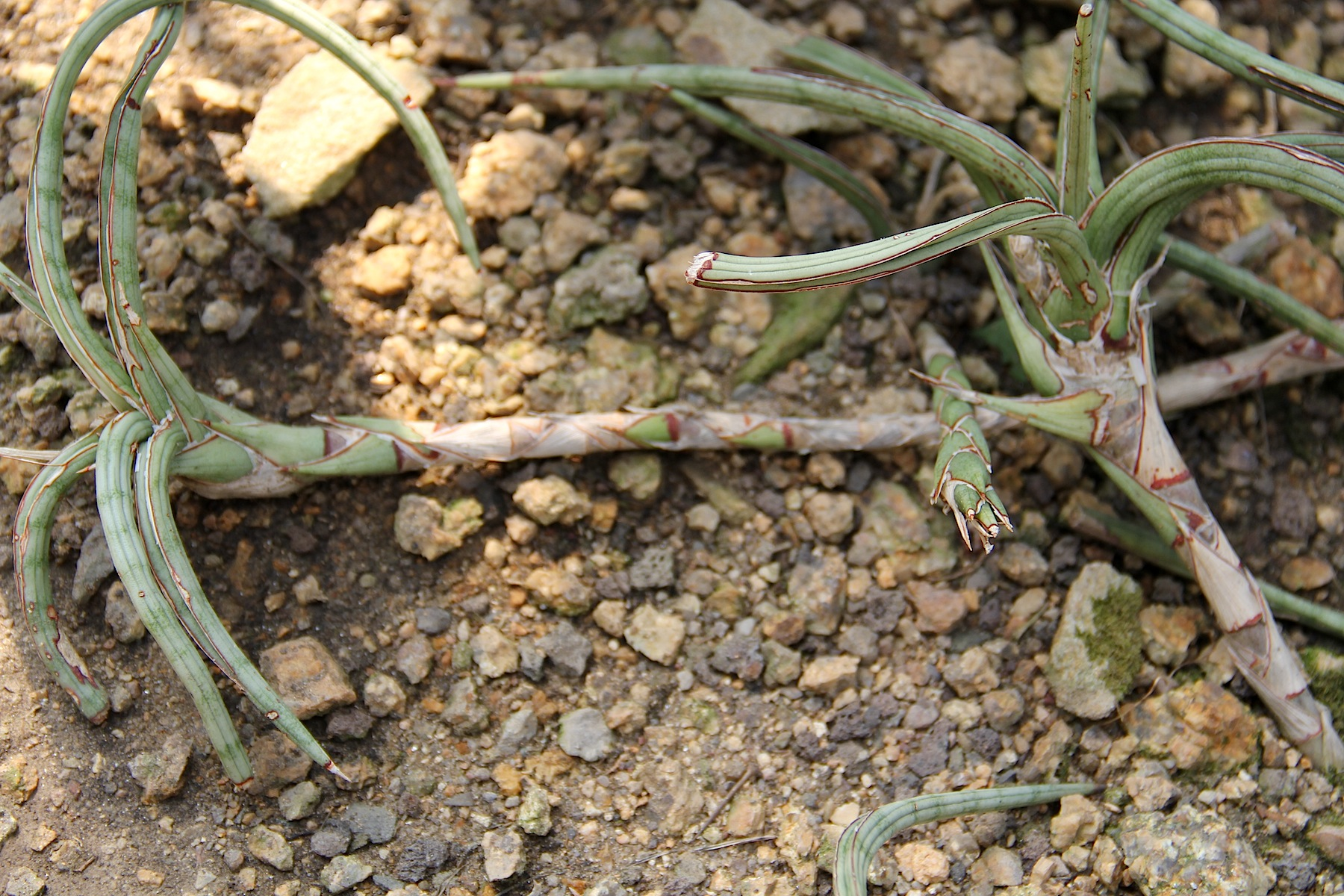